# Notropis blennius
Notropis blennius är en fiskart som först beskrevs av Charles Frédéric Girard, 1856.  Notropis blennius ingår i släktet Notropis och familjen karpfiskar. IUCN kategoriserar arten globalt som livskraftig. Inga underarter finns listade i Catalogue of Life.